# Maine Eastern Railroad
Мэнская Восточная железная дорога (англ. Maine Eastern Railroad, MERR) — дочернее подразделение железнодорожной компании Morristown & Erie Railway, созданное в 2004 году.
С момента своего образования — 2004 года является оператором Роклендской железнодорожной ветки, расположенной в штате Мэн, проходящей по побережью залива Мэн, и связывающей города Брансуик (входит в агломерацию Портленда) и Рокленд.
Обеспечивает круглогодичные грузовые и, совместно с компанией Amtrak — сезонные пассажирские перевозки.
Основные перевозимые грузы — цемент, листовая сталь, перлит.